# Denise Brosseau
Pour les articles homonymes, voir Brosseau.
Denise Brosseau (née à Sorel au Québec le 5 juillet 1936 et morte à Montréal le 2 avril 1986) est une actrice canado-mexicaine, connue également sous les noms de Denise Brossot, Denise Sorel, Denise Jodorowsky ou Denise Jodelle. Elle fut l’actrice principale de La Cravate, film dirigé par Alejandro Jodorowsky.

## Biographie
Dès sa jeunesse elle veut devenir actrice, et c’est dans ce but qu'elle voyage à Paris comme accompagnatrice de la journaliste Françoise Gaudet-Smet. En France, elle rencontre l'artiste Alejandro Jodorowsky, avec qui elle se marie. Pendant les années 1960, les deux se déplacent au Mexique. À Mexico elle rencontre le peintre Fernando García Ponce en 1968, avec qui elle se marie le 27 avril 1972, après son divorce d'avec Jodorowsky.
Une fois établie au Mexique elle prend la nationalité mexicaine. En 1976 Denise et Fernando font un long voyage à Paris accompagnés de leur unique enfant. À Paris elle est victime d’une crise psychologique qui la force à se réfugier chez ses parents, au Canada. Quelques mois après elle revient à Mexico pour un temps, pour finalement retourner au Québec, où elle trouve la mort de façon tragique à Montréal en 1986.

## Trajectoire
Elle reçoit sa formation en art dramatique à l’École de théâtre du Nouveau-Monde, à Montréal, ainsi qu’à l’École de la rue Blanche, à Paris. À ses débuts, elle s’intéresse surtout au mime, qu’elle envisage comme un choix de carrière.
Au Canada, elle joue dans le téléroman 14, rue de Galais, créé par André Giroux, dans le rôle de Simone Turcotte. La série est diffusée du 3 février 1954 au 4 avril 1957, sur la chaîne de Radio-Canada.
C’est Jacques Canetti qui lui suggère de prendre le nom d’artiste de Denise Sorel, lorsqu’elle participe au spectacle Alhambra-Maurice Chevalier, en 1956.

## Filmographie
- 1957 : La Cravate[5],[6]

## Théâtre
À Mexico elle joua dans La opéra del orden (1962), première pièce de théâtre panique au Mexique,.